# Lispe silvai
Lispe silvai är en tvåvingeart som beskrevs av Paterson 1953. Lispe silvai ingår i släktet Lispe och familjen husflugor.
Artens utbredningsområde är Moçambique. Inga underarter finns listade i Catalogue of Life.